# پرچم داکوتای شمالی
پرچم داکوتای شمالی در ۳ مارس ۱۹۱۱ پذیرفته شد. این پرچم دارای زمینه سرمه ای است.